# Kaliumkarbonat
Kaliumkarbonat, K2CO3, är ett vitt salt som är lättlösligt i vatten men olösligt i etanol. Det kallas även pottaska.
I vattenlösning blir lösningen alkalisk. Saltet är hygroskopiskt och suger upp vatten ur fuktig luft. Kaliumkarbonat smälter vid 891 °C och sönderdelas  till kaliumoxid och koldioxid om det uppvärms ytterligare.
Pottaska är ett äldre namn på kaliumkarbonat, framförallt den som utvanns genom förbränning av ved från lövträd till aska, som sedan urlakades med vatten. När askluten indunstades erhöll man kaliumkarbonat förorenat med andra salter och organiska ämnen. Beredningen ägde rum i krukor, (franska: pots), därav namnet. När rå pottaska glödgades  erhölls kalcinerad pottaska vilken renades genom upplösning i minsta mängd kokande vatten. När lösningen svalnade utkristalliserades föroreningarna som salter och moderluten kunde indunstas till renad pottaska (engelska: pearl ash). Grundämnet kalium heter på engelska potassium efter ordet för pottaska (potash).

## Framställningsmetoder
- Förr framställdes pottaska genom lakning av träaska i lerpottor och därför kallas det ibland för pottaska. I södra Sverige användes främst bok och i norra Sverige främst björk.
- År 1875 tillverkades pottaska även från betmelass och från kaliumklorid.[5]
- Industriellt framställs kaliumkarbonat genom att man leder ned koldioxid i kaliumhydroxid.

## Användningsområden
- Framställning av såpa och andra kaliumsalter.
- Viktig beståndsdel vid framställning av kristallglas.
- Inom livsmedelsindustrin används kaliumkarbonat som surhetsreglerande medel, och har då E-nummer 501.
- Kaliumkarbonat användes även av mindre tillverkare vid framställning av  snus.
- En mättad vattenlösning av kaliumkarbonat kan användas för kalibrering av hygrometrar.
- För att ändra pH-värdet i ett färgbad vid växtfärgning